# Хольцер, Маргит
Марги́т Хо́льцер (нем. Margit Holzer) — австрийская кёрлингистка.
В составе женской сборной Австрии участница чемпионата мира 1991 (заняли девятое место) и шести чемпионатов Европы (наивысшее занятое место — восьмое).
Играла в основном на позициях второго и третьего.

## Достижения
- Чемпионат Австрии по кёрлингу среди женщин: золото (1991, 1992, 1994, 2004), серебро (1993, 2007), бронза (2005).

## Команды
| Сезон   | Четвёртый          | Третий             | Второй             | Первый          | Запасной               | Турниры            |
| ------- | ------------------ | ------------------ | ------------------ | --------------- | ---------------------- | ------------------ |
| 1990—91 | Эдельтрауд Куделка | Маргит Хольцер     | Анна Эггер         | Вероника Хубер  | Лилли Хуммельт         | ЧЕ 1990 (9 место)  |
| 1990—91 | Вероника Хубер     | Эдельтрауд Куделка | Анна Эггер         | Маргит Хольцер  | Лилли Хуммельт         | ЧМ 1991 (9 место)  |
| 1991—92 | Эдельтрауд Куделка | Маргит Хольцер     | Анна Эггер         | Вероника Хубер  |                        | ЧЕ 1991 (9 место)  |
| 1992—93 | Эдельтрауд Куделка | Вероника Хубер     | Маргит Хольцер     | Анна Эггер      |                        | ЧЕ 1992 (10 место) |
| 1994—95 | Эдельтрауд Куделка | Маргит Хольцер     | Анна Эггер         | Elke Koudelka   | Вероника Хубер         | ЧЕ 1994 (9 место)  |
| 1995—96 | Эдельтрауд Куделка | Маргит Хольцер     | Elke Koudelka      | Barbara Legerer | тренер: Роланд Куделка | ЧЕ 1995 (8 место)  |
| 1996—97 | Эдельтрауд Куделка | Маргит Хольцер     | Heidi Morgenthaler | Elke Koudelka   | тренер: Роланд Куделка | ЧЕ 1996 (11 место) |

(скипы выделены полужирным шрифтом)